# Mezofile
Mezofile – organizmy, dla których optymalna temperatura wzrostu i rozwoju mieści się w granicach od 30 do 40 °C. Minimalna temperatura dla tej grupy drobnoustrojów to 10 °C, a maksymalna 45 °C. Mezofilami jest większość drobnoustrojów chorobotwórczych, dla których optymalną do rozwoju jest temperatura ludzkiego ciała.